# 尼约勒莱桑特
尼约勒莱桑特（法語：Nieul-lès-Saintes，法語發音：[njœl lɛ sɛ̃t]，意为“桑特附近的尼约勒”）是法国滨海夏朗德省的一个市镇，位于该省中部，属于桑特区。

## 地理
尼约勒莱桑特（45°45'35"N, 0°43'56"W）面积20.41 平方千米，位于法国新阿基坦大区滨海夏朗德省，该省份为法国西部滨海省份，北起旺代省，西临大西洋，南至吉倫特省，东南接多爾多涅省，东北接德塞夫勒省接壤，东临夏朗德省。
与尼约勒莱桑特接壤的市镇（或旧市镇、城区）包括：拉克利斯、科尔姆鲁瓦亚勒、莱塞萨尔、佩西讷、圣乔治德科托、桑特、苏利尼奥讷。

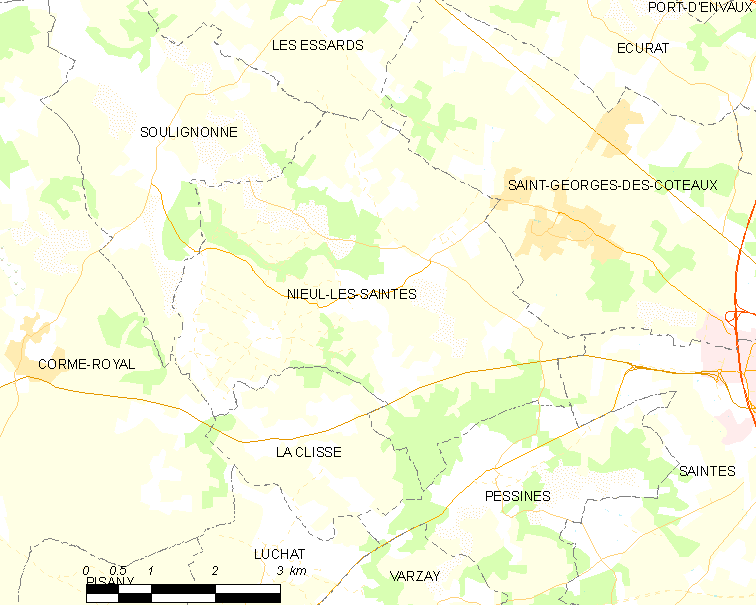
尼约勒莱桑特的OSM定位图

尼约勒莱桑特的时区为UTC+01:00、UTC+02:00（夏令时）。

## 行政
尼约勒莱桑特的邮政编码为17810，INSEE市镇编码为17262。

## 政治
尼约勒莱桑特所属的省级选区为圣波谢尔县。

## 人口

1962-2008年间尼约勒莱桑特人口变化图示

尼约勒莱桑特于2022年1月1日时的人口数量为1213人。